# 比特恰區
49°13′23″N 18°33′31″E / 49.22306°N 18.55861°E

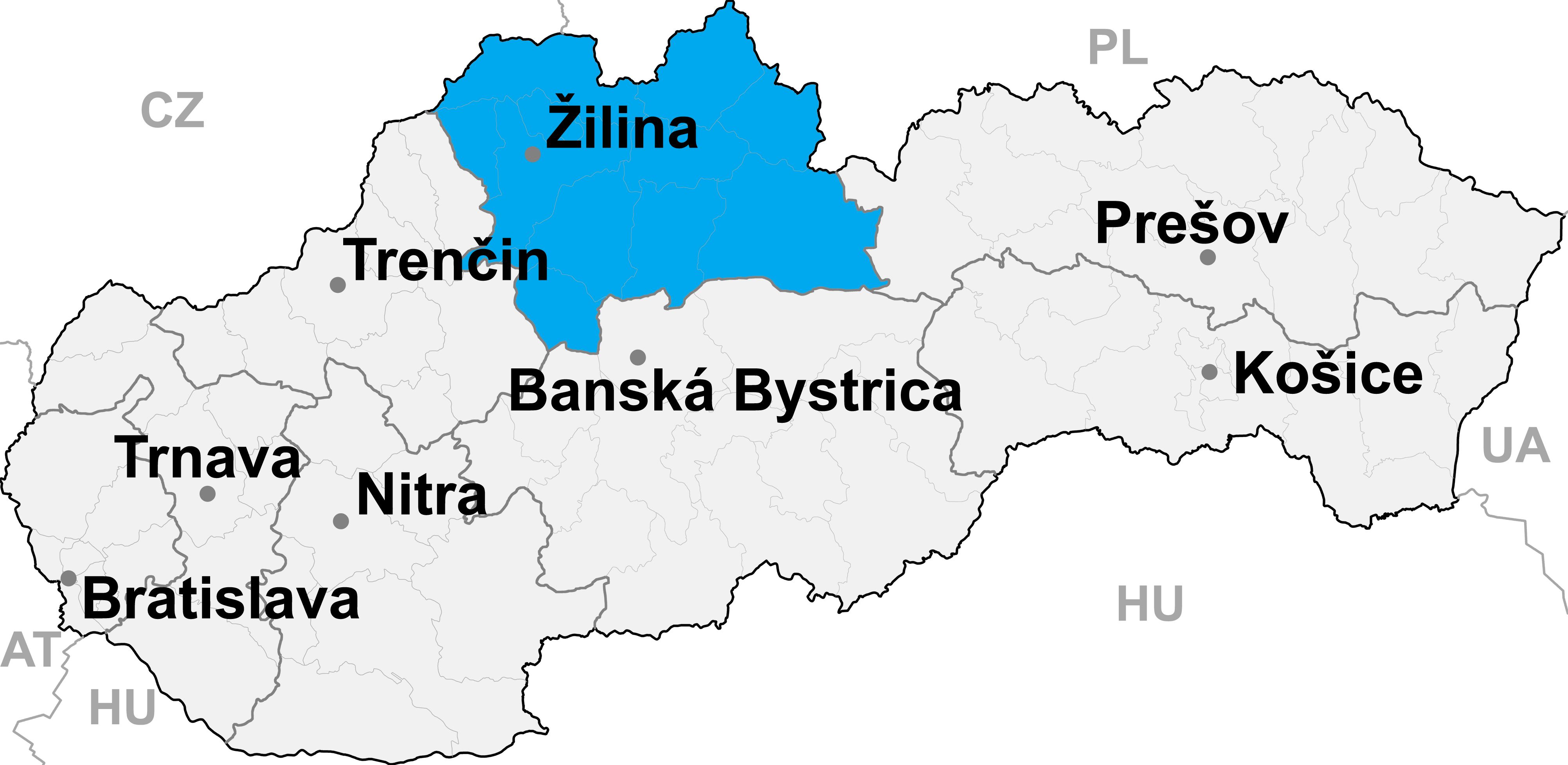

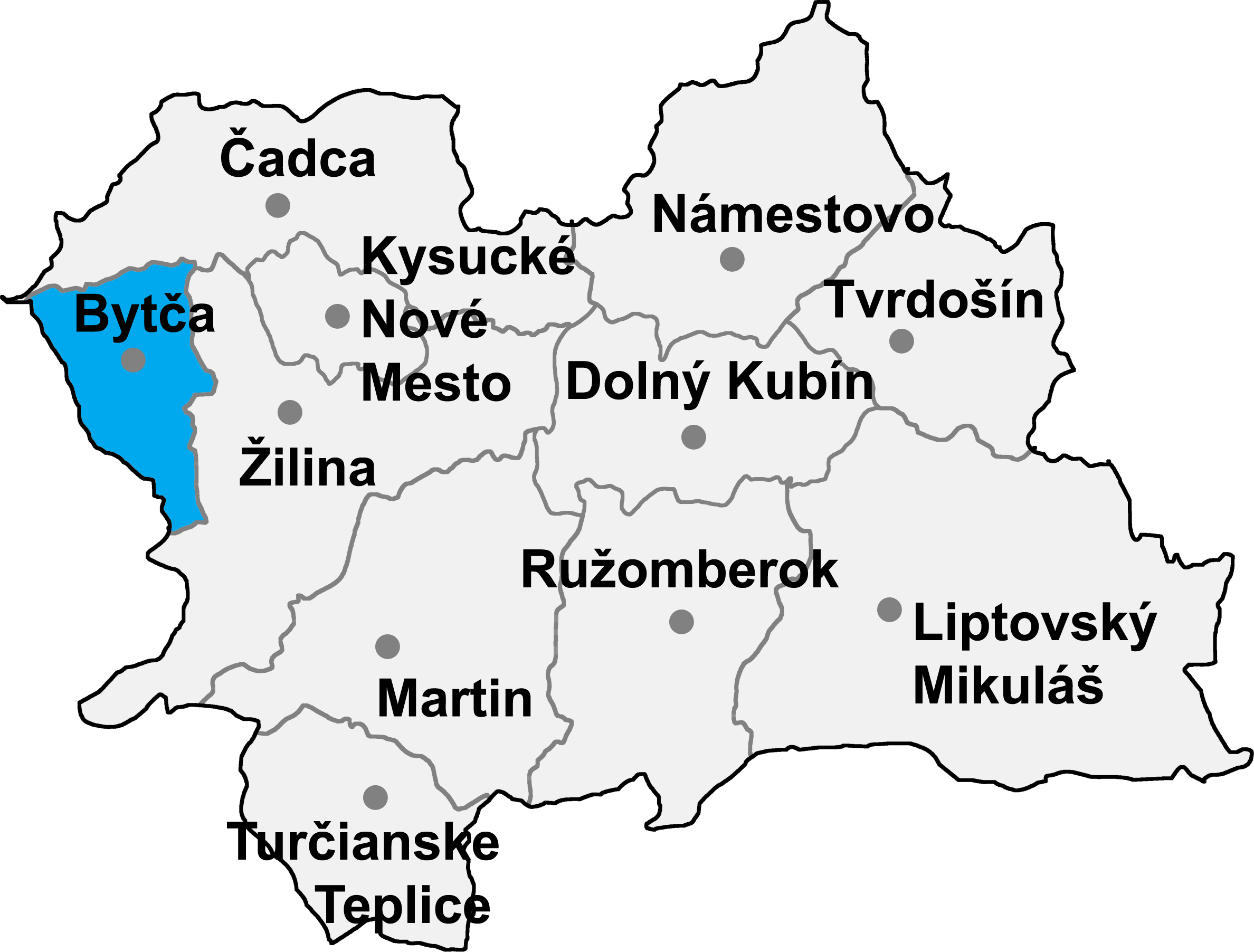

比特恰區，是斯洛伐克的一個區，位於該國北部，由日利納州負責管轄，面積282平方公里，2005年該區人口30,879，人口密度為每平方公里110人。